# With you (ベイエフエム)
『with you』(ウィズ・ユー)は、bayfmで毎週月曜日 - 木曜日の13:00 - 15:51まで放送されていた番組である。

## 番組概要
「RADIO SURPRISE!!」の後番組。この時間帯で長年DJを務めていた門脇知子が病気療養のため2013年3月から休養に入ったため、かつてTOKYO FMのアナウンサーだった松本を新たなパーソナリティーに迎えてスタートした。
2015年11月23日放送分で放送500回を迎えた。
2016年3月31日をもって番組を終了することが、同3月22日の放送で発表された(全571回)。

## 出演者
- 松本ともこ（タイムテーブルなどでは「djmapi」と表記している）
- 本田ヒカル【ピカ子】※2015年5月より不定期に出演、松本に代わってDJを担当することがある。2015年10月1日から毎週木曜にダブルDJで出演。
- 曽根由希江（「月イチスペシャルDJ」として、月1回木曜日に担当。松本不在時に代役あり）

なお、ピカ子と曽根は後継番組「Bayfm It!」の木曜日を担当する。

### アーティストDJ
毎月1回木曜日に「アーティストDJ」としてさまざまなジャンルのアーティストが番組全編にわたってDJを務める回がある。このときは松本の出演はない。
基本的には松本が担当するものと内容は変わらない。なお、「RADIO PRO SHOPPER!」などの一部コーナーの進行は小島麻子や福田麻衣らが担当している。
- 奥華子…2013年4月25日・2014年1月16日・4月25日
- 平原綾香…2013年5月23日・2013年11月21日
- 鈴木雅之・小島麻子…2013年6月20日・2014年9月18日
- 小野リサ…2013年7月18日・2014年7月17日
- 豊田チカ…2013年9月12日
- 相田翔子…2013年10月17日
- 佐藤竹善…2013年12月19日
- moumoon…2014年2月6日
- 岩田由記夫・鈴木結女…2014年5月15日
- 今井絵理子…2014年6月19日
- 杉山清貴…2014年8月21日
- イマヤス（スキップカウズ）…2014年10月16日
- 岡村孝子…2014年11月6日
- 酒井雄二・安岡優（ゴスペラーズ）…2014年12月18日
- w-inds.…2015年1月15日
- 中村あゆみ…2015年2月5日　※この回を最後にアーティストDJでの放送は行われていない。

## タイムテーブル
- 13:00 番組オープニング
  - 軽くトークをしたあと1曲目がかかる。その後、今日のメッセージテーマの紹介。
- 13:20 POWER PLAY
  - 2014年3月までの放送では13:30頃となっていた。
- 13:23 RADIO PRO SHOPPER! （リリアン原山・バーバラ田所）
  - 日本直販のラジオショッピング。松本とともに商品を紹介する。
  - 2014年3月までの放送では13:16頃のTRAFFIC UPDATESの後となっていた。
- 13:30 デイリーwith you
  - 日替わりの特集コーナー。ライターと呼ばれるレポーターが気になるトピックを持ち込みで紹介。
  - 隔週水曜日は「本当のところ」として、吉田豪がライターを担当。松本と吉田はかつて「ストリーム」内のコーナー「コラムの花道」で共演をしている。
  - 隔週木曜日は「今泉圭姫子のThrow Back Thursday」として、今泉圭姫子がライターを担当。2014年1月までは「今泉圭姫子の韓国エンタメ研究所」として韓国で話題のエンターテイメントを今泉が紹介する形をとっていたが、2014年3月から現在の形になった。
- 13:40 TRAFFIC UPDATES（JARTIC首都高センター）
- 13:54 WEATHER UPDATES
- 14:00 with you mコミュ
  - リクエストコーナー。「mコミュ」は「ミュージック・コミュニケーション」の略称。思い出の曲をエピソードとともに紹介する。
- 14:10 インフォマーシャル枠（無い時もあり）
- 14:20 POWER PLAY
  - 2014年3月31日までの放送では14:15頃にTRAFFIC UPDATESとなっていた。
- 14:23 ゲストコーナー（ゲスト出演時のみ）
  - ゲストが出演しないときは「with you mコミュ」を続ける。
- 14:40 TRAFFIC UPDATES（JARTIC首都高センター）
- 14:57 UPDATES
- 15:00 曜日別コーナー
  - SWEET HOME STYLE（月）
  - MEDICAL UPDATES（火）
  - YAMAZAKI GOLDEN JUKEBOX（水）
    - 週によってはコーナーを休止し、ヤマザキパンからの新製品発売やキャンペーン告知を行うこともある。

  - ソライエ清水公園 Get Ready for Weekend（木）
    - 木曜日以外のコーナーは基本的には前番組からの継続である。
- 15:20 TRAFFIC UPDATES（JARTIC首都高センター）
- 15:23 RADIO PRO SHOPPER! （リリアン原山・バーバラ田所）
- 15:40 TRAFFIC UPDATES（JARTIC千葉センター）
- 15:48 番組エンディング
  - 次番組の「The BAY☆LINE」（2015年3月までは「BAY LINE GO!GO!」）DJとクロストークを行う。

## 公式サイト
- 番組ブログ

| bayfm 月 - 木 13:00 - 15:51 | bayfm 月 - 木 13:00 - 15:51               | bayfm 月 - 木 13:00 - 15:51 |
| 前番組                      | 番組名                                    | 次番組                      |
| --------------------------- | ----------------------------------------- | --------------------------- |
| RADIO SURPRISE!!            | with you （2013年4月1日 - 2016年3月31日） | bayfm It!                   |